# Wœlfling-lès-Sarreguemines
Wœlfling-lès-Sarreguemines és un municipi francès situat al departament del Mosel·la i a la regió del Gran Est. L'any 2007 tenia 644 habitants.

## Demografia

### Població
El 2007 la població de fet de Wœlfling-lès-Sarreguemines era de 644 persones. Hi havia 242 famílies, de les quals 38 eren unipersonals (19 homes vivint sols i 19 dones vivint soles), 79 parelles sense fills, 110 parelles amb fills i 15 famílies monoparentals amb fills.
La població ha evolucionat segons el següent gràfic:
Habitants censats

### Habitatges
El 2007 hi havia 255 habitatges, 240 eren l'habitatge principal de la família, 2 eren segones residències i 13 estaven desocupats. 239 eren cases i 16 eren apartaments. Dels 240 habitatges principals, 216 estaven ocupats pels seus propietaris, 21 estaven llogats i ocupats pels llogaters i 3 estaven cedits a títol gratuït; 3 tenien dues cambres, 13 en tenien tres, 49 en tenien quatre i 175 en tenien cinc o més. 227 habitatges disposaven pel capbaix d'una plaça de pàrquing. A 82 habitatges hi havia un automòbil i a 147 n'hi havia dos o més.

### Piràmide de població
La piràmide de població per edats i sexe el 2009 era:
| Homes | Edats   | Dones |
| ----- | ------- | ----- |
| 0     | 95 o +  | 0     |
| 0     | 90 a 94 | 4     |
| 8     | 85 a 89 | 12    |
| 0     | 80 a 84 | 4     |
| 8     | 75 a 79 | 16    |
| 8     | 70 a 74 | 8     |
| 8     | 65 a 69 | 4     |
| 16    | 60 a 64 | 16    |
| 20    | 55 a 59 | 16    |
| 24    | 50 a 54 | 32    |
| 24    | 45 a 49 | 32    |
| 28    | 40 a 44 | 8     |
| 24    | 35 a 39 | 20    |
| 16    | 30 a 34 | 16    |
| 12    | 25 a 29 | 20    |
| 24    | 20 a 24 | 8     |
| 24    | 15 a 19 | 24    |
| 36    | 10 a 14 | 12    |
| 4     | 5 a 9   | 8     |
| 0     | 0 a 4   | 16    |

## Economia
El 2007 la població en edat de treballar era de 428 persones, 316 eren actives i 112 eren inactives. De les 316 persones actives 295 estaven ocupades (155 homes i 140 dones) i 21 estaven aturades (16 homes i 5 dones). De les 112 persones inactives 39 estaven jubilades, 32 estaven estudiant i 41 estaven classificades com a «altres inactius».

### Ingressos
El 2009 a Wœlfling-lès-Sarreguemines hi havia 253 unitats fiscals que integraven 694 persones, la mediana anual d'ingressos fiscals per persona era de 19.010 €.

### Activitats econòmiques
Dels 19 establiments que hi havia el 2007, 1 era d'una empresa extractiva, 1 d'una empresa alimentària, 1 d'una empresa de fabricació d'altres productes industrials, 5 d'empreses de construcció, 4 d'empreses de comerç i reparació d'automòbils, 2 d'empreses de transport, 1 d'una empresa d'hostatgeria i restauració, 2 d'empreses de serveis i 2 d'entitats de l'administració pública.
Dels 7 establiments de servei als particulars que hi havia el 2009, 1 era un taller de reparació d'automòbils i de material agrícola, 1 guixaire pintor, 2 fusteries, 1 electricista, 1 empresa de construcció i 1 restaurant.
L'únic establiment comercial que hi havia el 2009 era una carnisseria.
L'any 2000 a Wœlfling-lès-Sarreguemines hi havia 8 explotacions agrícoles que ocupaven un total de 352 hectàrees.

## Equipaments sanitaris i escolars
El 2009 hi havia una escola elemental integrada dins d'un grup escolar amb les comunes properes formant una escola dispersa.

## Poblacions més properes
El següent diagrama mostra les poblacions més properes.